# Total Recall (film, 2012)
Total Recall je filmový akční dobrodružný sci-fi thriller a remake stejnojmenného filmu z roku 1990. V hlavních rolích Colin Farrell jako Douglas Quaid a Carl Hauser, Kate Beckinsale jako Lori, Jessica Bielová jako Melina a další. Film měl v České republice premiéru 16. srpna 2012.

## Obsazení
- Colin Farrell jako Douglas Quaid / Carl Hauser
- Kate Beckinsale jako Lori, tajná agentka UFB, která má za úkol chytit Carla Hausera
- Jessica Bielová jako Melina, spojenkyně Carla Hausera
- Bryan Cranston jako kancléř Vilos Cohaagen
- Bill Nighy jako Lair Matthias, vůdce odboje
- John Cho jako Bob McClane, zástupce pro Rekall
- Steve Byers jako Henry Reed
- Ethan Hawke jako původní vzhled Hausera

## Uvedení

### Kina
Snímek byl uveden do kin 3. srpna 2012. Ve Spojených státech se promítal v 3601 kinech a vydělal 9 100 000 dolarů za první promítací den.